# Astyochia lachesis
Astyochia lachesis là một loài bướm đêm trong họ Geometridae.